# Agustín Alonso (escritor)
Agustín Alonso fue un poeta español del siglo XVI, residente en Salamanca. Escribió el poema épico Historia de las hazañas y hechos del invencible caballero Bernardo del Carpio, publicado en 1585. Dividido en treinta y dos cantos y escrito en octavas reales, el poeta fusiona dos tradiciones de la conocida leyenda franco-española: la del Romancero castellano y la italiana de Ariosto y Boiardo.